# کرنکی-سوبوله
کرنکی-سوبوله (به لهستانی:  Krynki-Sobole) یک روستا در لهستان است که در گمینا گروجیسک واقع شده‌است.